# Liste von Persönlichkeiten der Gemeinde Bad Ischl
Diese Liste enthält die Ehrenbürger der Gemeinde Bad Ischl in Oberösterreich, dort geborene Persönlichkeiten sowie solche, die in Bad Ischl gewirkt haben, dabei jedoch andernorts geboren wurden. Die Liste erhebt keinen Anspruch auf Vollständigkeit.

## Ehrenbürger der Gemeinde
- Josef Ackerl (* 1946), Landeshauptmann-Stellvertreter von Oberösterreich
- Max Auer (1880–1962),  Musikwissenschaftler
- Josef Brenner von Felsach (1807–1876), Salinen- und Badearzt
- Josef Götz (1774–1839), Ehrenbürger 1825, Arzt, Mitbegründer und Leiter des Kurbetriebs
- Karl Grünner (1932–2003), Landeshauptmann-Stellvertreter von Oberösterreich
- Joseph Ritter von Kerzl (1841–1919), Ehrenbürger 1911, Leibarzt von Kaiser Franz Joseph I.
- Josef Lasser von Zollheim (1814–1879), Ehrenbürger 1871, österreichischer Jurist und Politiker
- Franz Lehár (1870–1948), Komponist
- Friedrich Franz Josef von Leitenberger (1837–1899), Industrieller
- Laurenz Mayer (1828–1912), Wiener Hof- und Burgpfarrer, Titularbischof von Dioclea
- Felix Maass (1852–1920), Ehrenbürger 1915, Rechtsanwalt aus Prag
- Wilhelm Miklas (1872–1956), Politiker und Bundespräsident
- Josef Pühringer (* 1949), Landeshauptmann von Oberösterreich
- Josef Ratzenböck (* 1929), 1977–1995 Landeshauptmann von Oberösterreich
- Karl Saller (1927–2003), Bürgermeister von 1972 bis 1989
- Anton Ritter von Schmerling (1805–1893), Abgeordneter zum Parlament der Frankfurter Paulskirche
- Engelbert Schodterer (1842–1923), Goldschmied, Vizebürgermeister, Wasserbaureferent
- Fridolin Schröpfer (1892–1953), Abgeordneter zum Oberösterreichischen Landtag
- Max Waldstein (1836–1919), Optiker, Ministerialbeamter, Schriftsteller

## Söhne und Töchter der Gemeinde

### Bis 1900
- Franz Sales Reiter (1835–1888), Lehrer, Chorleiter, Komponist und Orgelrevisor
- Eduard von Eltz (1836–1915), österreichisch-böhmischer Landespolitiker
- Franz Koch (1839–1907), Hotelier (Hotel „Elisabeth“), 1863 bis 1867 christlich-sozialer Landtagsabgeordneter, 1877 bis 1894 Bürgermeister
- Ludwig Koch (1849–1919), Postmeister und Hotelier (Hotel Post), von 1884 bis 1890 katholisch-konservativer Landtagsabgeordneter
- Julie Abich (1852–1928), Schauspielerin, wirkte u. a. in den Stummfilmen Arme Thea (1919) und Das Gelübde (1921) mit
- Joachim Steiner (1853–1922),[1]  Musiktheoretiker, Mathematiker, Lehrer an der Theresianischen Militärakademie.
- Otto Stapf (1857–1933), Botaniker
- Arthur Bauer (1858–1931), Theaterschauspieler
- Bernhard Faber (1862–1925), Bergmann und Fossiliensammler
- Rudolf Gottwald  (1868–1931)[2] Villen- und Gutsbesitzer (Haidenhof), Philanthrop, Organist in Bad Ischl
- Franz Schrempf (1870–1953), Kunstmaler
- Wilhelm von Mirbach-Harff (1871–1918), deutscher Diplomat und Botschafter
- Hans Stögner (1876–1962), Abgeordneter zum Nationalrat
- Emma Berndl (1877–1934), Theater- und Stummfilmschauspielerin
- Ludwig Koch (1880–1939), Hotelier (Hotel Post), von 1934 bis 1938 christlich-sozialer Landtagsabgeordneter
- Ernst Robert Friese-Skuhra (1886–1949), Schauspieler, Regisseur, Autor
- Josef Zeppetzauer (1887–1970), Forstarbeiter, Gewerkschafter und Politiker
- Karl Eglseer (1890–1944), General der Gebirgstruppe
- Hedwig von Österreich-Toskana (1896–1970), Enkelin von Kaiser Franz Joseph I.
- Hermann Demel (1897–1986), Volksschriftsteller und Theaterverleger
- Anton Girardi (1899–1961), Autor und Schauspieler (Sohn von Alexander Girardi)

### 1901 bis 1950
- Edmund Christoph (1901–1961), Reichstagsabgeordneter
- Theodor Grill (1902–1986), Bürgermeister von Linz
- Resi Pesendorfer (1902–1989), Widerstandskämpferin
- Joseph Ramsauer (1905–1976), Komponist
- August Karl Stöger (1905–1989), Kinder- und Jugendbuchautor, Übersetzer sowie Volks- und Hauptschullehrer und Hauptschuldirektor
- Mathilde Maria Antonia Ignatia von Österreich-Toskana (Habsburg-Lothringen, 1906–1991),[3] Enkelin von Kaiser Franz Joseph I.
- Käthe Lettner (1906–1982), Skirennläuferin
- Franz Windhager (1906–1993), Architekt
- Harald Reinl (1908–1986), Regisseur, Drehbuchautor und Filmeditor
- Hugo Walleitner (1909–1982), Gefangener und Überlebender des KZ Flossenbürg
- Juliane Windhager (1912–1986), Lyrikerin und Hörspielautorin
- Franz C. Lipp (1913–2002), Volkskundler
- Sepp Plieseis (1913–1966), Widerstandskämpfer
- Karl Hartung (1914–2012), Antiquar und Auktionator
- Sepp Rothauer (1916–1975), Filmarchitekt
- Gregor Stögner (1920–1983), Abgeordneter zum Nationalrat
- Raimund Zimpernik (1923–1997), Widerstandskämpfer und Zeitzeuge
- Heinz Karbus (1927–2015), Architekt
- Gustav Nossal (* 1931), australischer Immunologe, Australier des Jahres 2000
- Gerhardt Plöchl (1933–2020), Jurist
- Rüdiger Fahrner (1939–2007), Maler und Autor
- Karl Spielbüchler (1939–2012), Verfassungsrichter
- Franz Grieshofer (* 1940), Volkskundler
- Franz Josef Altenburg (1941–2021), Bildhauer
- Leopold Spitzer (1942–2020), Universitätsprofessor für Gesang
- Helmut Berger (1944–2023), Schauspieler
- Al Cook (* 1945), bürgerlich Alois Koch, Blueslegende
- Wilfried Lipp (* 1945), Denkmalpfleger, Kunsthistoriker, Universitätsprofessor und Autor
- Tassilo Blittersdorff (* 1946), Konzept- und Fotokünstler und Maler
- Ulrike Mara (* 1946), Autorin
- Werner Mikenda (1946–2008), Chemiker und Schachspieler
- Franz Witek (* 1946), Altphilologe
- Wolfgang Klimesch (* 1948), Psychologe und Professor
- Michael Rastl (* 1948), Schauspieler und Hörspielsprecher

### 1951 bis 1975
- Oliver Karbus (* 1956), Regisseur, Schauspieler, Autor und Übersetzer
- Andreas Putz (* 1956), Offizier
- Herwig Gottwald (* 1957), Germanist
- Johannes Peinsteiner (* 1961), Abgeordneter zum Oberösterreichischen Landtag
- Andreas Tiefenbacher (* 1961), Sozialpädagoge und Autor
- Günter Kaindlstorfer (* 1963), Literaturkritiker, Fernsehmoderator, Schriftsteller und Journalist
- Christoph Takacs (* 1963), Journalist und Moderator
- Michael Pammesberger (* 1965), Cartoonist
- Gerhard Pilz (* 1965), Naturbahnrodler
- Hannes Heide (* 1966), Abgeordneter zum Europäischen Parlament, ehemaliger Bürgermeister
- Heinz Hörhager (* 1966), Rundfunkmoderator
- Sigrid Kirchmann (* 1966), Hochspringerin und Siebenkämpferin
- Rudolf Nierlich (1966–1991), Skirennläufer
- Gerhard Gulewicz (1967–2025), Extremsportler und Motivationstrainer
- Reinhard Beer (* 1969), Naturbahnrodler
- Alexander Binder (* 1969), Filmregisseur, Kameramann und Filmproduzent
- Eva Immervoll (* 1969), Kulturschaffende und Unternehmerin
- Sabine Promberger (* 1969), Politikerin
- Cornelia Richter (* 1970), designierte evangelische Bischöfin, Theologin und Hochschullehrerin
- Klaus Sonnleitner (* 1970), Augustiner-Chorherr
- Ronald Unterberger (* 1970), Filmregisseur, Produzent und Drehbuchautor
- Udo Plamberger (* 1971), Tennisspieler
- Clemens Sedmak (* 1971), Theologe und Philosophieprofessor
- Rita Gautschy (* 1973), Astronomin und Archäologin
- Bernhard Baier (* 1975), Abgeordneter zum Bundesrat und zum Oberösterreichischen Landtag, Vizebürgermeister von Linz
- Andrea Grill (* 1975), Biologin und Schriftstellerin

### Ab 1976
- Sibylle Kefer (* 1976), Musikerin und Musiktherapeutin
- Andrea Mautz-Leopold (* 1976), Politikerin
- Hale Uşak-Şahin (* 1978), Psychologin
- Gernot Schwab (* 1979), Naturbahnrodler
- Wolfgang Loitzl (* 1980), Skispringer
- Christian Koller (* 1981), Rechtswissenschaftler
- Manuela Gernedel (* 1982), bildende Künstlerin und Sängerin
- Lars-Gunnar Lotz (* 1982), deutscher Filmregisseur, Drehbuchautor und Filmproduzent
- Daniel Prochaska (* 1983), Filmeditor und Filmregisseur
- Andreas Bammer (* 1984), Fußballspieler
- Thomas Stadler (* 1986), Fußballspieler, -trainer und -funktionär
- Tina Unterberger (* 1986), Naturbahnrodlerin
- Wolfgang Rauh (* 1987), Schauspieler und Autor
- Gerhard Tweraser (* 1988), Rennfahrer
- David Unterberger (* 1988), Skispringer
- Dominik Dier (* 1989), Nordischer Kombinierer
- Andrea Limbacher (* 1989), Freestyle-Skierin
- Harald Lemmerer (* 1991), Biathlet und Nordischer Kombinierer
- Lukas Aichinger (* 1992), Jazzmusiker
- Mario Haas (* 1992), Politiker (SPÖ)
- Katharina Keil (* 1993), Skispringerin
- Sarah Zadrazil (* 1993), Fußballspielerin
- Carina Edlinger (* 1998), Behindertensportlerin
- Alexander Steinlechner (2000–2024), Fußballspieler
- Matthias Gragger (* 2001), Fußballspieler
- Sophie Hillebrand (* 2002), Fußballspielerin

## Personen mit Bezug zur Gemeinde
- Rudolf von Alt (1812–1905), Maler und Aquarellist, lange Zeit Bewohner Ischls
- Luise George Bachmann (1903–1976), Schriftstellerin, Sängerin und Organistin
- Carlo Battisti (1910–1985), Maler und Graphiker
- Eduard von Bauernfeld (1802–1890), Wiener Schriftsteller, wohnte im Alter in Ischl
- Edwin Beckel (1908–1975), gründete zusammen mit Richard Rösener 1948 die »OPTOS, Optische Erzeugung Ges.m.b.H.« in der Rettenbachwaldstr. 37, später noch die Fa. »MSU-Spezialerzeugnisse« in der Salzburger Str. 38.
- Lothar Beckel (* 1934), Univ.-Doz., Kartograf, Unternehmer, Flieger und war 1977 österreichischer ESA-Astronautenkandidat.
- Margarethe Bernbrunn (1788–1861), geb. Lang, Bühnenname Margarethe Carl, deutsche Sängerin, Schauspielerin und Schriftstellerin
- Johannes Brahms (1833–1897), deutscher Komponist, Pianist und Dirigent
- Fred Breinersdorfer (* 1946), deutscher Drehbuchautor, Regisseur und Rechtsanwalt
- Ferdinand Bronner (1867–1948), Pseudonym Franz Adamus, Schriftsteller und Dramatiker
- Anton Bruckner (1824–1896), Komponist
- Carl Carl (1787–1854), Schauspieler und Theaterdirektor; verstorben in Bad Ischl
- Eberhard Clar (1904–1995), Geologe und Hochschullehrer
- Gerhard Dammann (1883–1946), deutscher Schauspieler und Komiker; verstorben in Bad Ischl
- Michael Dumba (1828–1894), Direktor der Österreichischen Nationalbank
- Thomas Ender (1793–1875), Landschaftsmaler und Aquarellist
- Leopold Engleitner (1905–2013), Kriegsdienstverweigerer und Zeitzeuge
- Hans Flesch-Brunningen (1895–1981), Schriftsteller; begraben auf dem Friedhof in Bad Ischl
- Hans Frank (1908–1987), Fotograf und Sammler, Gründer des Fotomuseums im Marmorschlössl
- Leo Frank (1925–2004), gebürtig/eigentlich Leo Maier, österreichischer Kriminalautor
- Rudi Gfaller (1882–1972), Komponist und Schauspieler
- Alexander Girardi (1850–1918), Schauspieler
- Karl Gitzoller (1905–2002), Widerstandskämpfer gegen den Nationalsozialismus und Mitbegründer der Partisanengruppe Willy-Fred
- Josef Hafner (1875–1932), Abgeordneter zum Nationalrat und zum Bundesrat
- Jörg Haider (1950–2008), Politiker; absolvierte das Gymnasium in Bad Ischl
- Leopold Hasner von Artha (1818–1891), Politiker; verstorben in Bad Ischl
- Jutta Hering (1924–2012), deutsche Filmeditorin
- Walter Hitzinger (1908–1975), Vorstandsvorsitzender der Daimler-Benz AG
- Franz Hofer (1874–1933), österreichischer Mittelschullehrer und Politiker
- Alfred Hoffmann (1904–1983), österreichischer Wirtschaftshistoriker
- Constantin von Hormuzaki (1862–1937), österreichisch-rumänischer Professor für Entomologie und Biogeographie an der Universität von Czernowitz
- Otto Hutzinger (1933–2012), Chemiker
- Hans Jura (1921–1996), Kameramann
- Emmerich Kálmán (1882–1953), ungarischer Komponist, lange Zeit Bewohner Ischls
- Joseph Kenner (1794–1868), Beamter und Künstler in Bad Ischl
- Edmund von Krieghammer (1832–1906), General der Kavallerie und Reichskriegsminister von Österreich-Ungarn
- Richard Kurth (1908–1970), Konditor der Ischler „Konditorei Zauner“
- Heinrich Lammasch (1853–1920), Jurist und Politiker; begraben auf dem Friedhof in Bad Ischl
- Hans Ledersteger (1898–1971), Filmarchitekt
- Franz Lehár (1870–1948), Komponist, lange Zeit Bewohner Ischls. Seine Villa ist heute Lehár-Museum
- Theodor Leschetizky (1830–1915), Pianist, Komponist und Musikpädagoge, lange Zeit Bewohner Ischls
- Fritz Löhner-Beda (1883–1942), Librettist, Schriftsteller und Schlagertexter, verbrachte mehrere Sommer in Bad Ischl und erwarb dort 1932 die Villa Felicitas
- Karl Loidl (1893–1965), Abgeordneter zum Oberösterreichischen Landtag
- Eduard Macku (1901–1999), Komponist, Dirigent und langjähriger Intendant des Lehárfestivals
- Stefan Meyer (1872–1949), Physiker und Pionier der Erforschung der Radioaktivität; verstorben in Bad Ischl
- Josef Mittendorfer (1902–1990), Salinenmeister und Abgeordneter zum Nationalrat; verstorben in Bad Ischl
- Rudolf Nemetschke (1902–1980), österreichischer Industrieller und Sportfunktionär
- Johann Nestroy (1801–1862), Dramatiker, Schauspieler und Opernsänger, lange Zeit Bewohner Ischls
- Rudolf Nilius (1883–1962), Dirigent und Komponist
- Elisabeth von Österreich-Ungarn (1837–1898), auch Sisi genannt, Kaiserin von Österreich und Apostolische Königin von Ungarn
- Franz Karl Joseph von Österreich (1802–1878), Sohn von Kaiser Franz II./I. (1768–1835)
- Ella Pancera (1870–1932), Pianistin
- Hans Pernter (1887–1951), Abgeordneter zum Nationalrat
- Leo Perutz (1882–1957), Autor; begraben auf dem Friedhof in Bad Ischl
- Eduard Planck von Planckburg (1841–1918), Landtags- und Reichsratsabgeordneter
- Maria Plieseis (1920–2004), Widerstandskämpferin
- Gabriele Proft (1879–1971), Politikerin; verstorben in Bad Ischl
- Markus Reitsamer (* 1959), Abgeordneter zum Oberösterreichischen Landtag
- Wolfram von Richthofen (1895–1945), deutscher General; verstorben in Bad Ischl
- Ingrid Rumpfhuber (* 1981), Skirennläuferin
- Othmar Schauberger (1901–1993), Höhlenforscher
- Nora Scholly (1905–1965), akad. Malerin, Kinderbuchautorin, Scholly-Verlag in Bad Ischl
- Katharina Schratt (1853–1940), Schauspielerin
- Fridolin Schröpfer (1892–1953), Bürgermeister von Bad Ischl, Landtagspräsident
- Friedrich Selle (1860–1931), evangelischer Pfarrer
- Hilde Spiel (1911–1990), Schriftstellerin; begraben auf dem Friedhof in Bad Ischl
- Franz Stelzhamer (1802–1874), Dichter und Novellist
- Wilhelm Stiassny (1842–1910), Architekt; verstorben in Bad Ischl
- Adalbert Stifter (1805–1868), Schriftsteller, Maler und Pädagoge; seine Novelle Der Waldsteig 1844/1850 (bedeutend dadurch, dass sie eine der ganz wenigen heiter gestimmten Erzählungen Stifters ist) spielt zum größten Teil in einer Gegend, die der um Bad Ischl nachgebildet ist[4].
- Fritz Stöckl (1912–1989), Jurist und Eisenbahnschriftsteller; über Jahrzehnte als Notar in Bad Ischl tätig und dort auch verstorben
- Robert Stolz (1880–1975), Komponist und Dirigent
- Oscar Straus (1870–1954), Komponist; verstorben in Bad Ischl
- Johann Strauss (Sohn) (1825–1899), Komponist, besaß gemeinsam mit seinem Schwager Josef Simon eine Villa in Bad Ischl.[5]
- Richard Tauber (1891–1948), Tenor, auf dem Friedhof von Bad Ischl befindet sich ein Gedenkstein
- Franz Tewele (1841–1914), Schauspieler und Theaterdirektor
- Thomas Tittel (1975–2013), deutscher Triathlet
- Walter Turza (1890–1961), SS-Führer
- Franz Voigt (* 27. Juni 1898), langjähriger Direktor der berühmten Glasfabrik Moser in Karlsbad, baute 1946 mit böhmischen Glasmachern die »Glasmanufaktur Bad Ischl« (Roith 46) auf[6]
- Franz Xaver Weidinger (1890–1972), Maler des Naturalismus
- Spas Wenkoff (1928–2013), bulgarisch Спас Венков, bulgarisch-österreichischer Opernsänger (Tenor)
- Wolfgang von Wersin (1882–1976), deutscher Architekt und Designer
- Hermann von Widerhofer (1832–1901), Pädiater
- Max Wiener (1947–1996), Motorradrennfahrer
- Franz Wirer von Rettenbach (1771–1844), Arzt und Professor der Medizin, Rektor der Wiener Universität. Begründer des Solekurbades
- Carl Michael Ziehrer (1843–1922), Komponist